# مهاجرت هندوآریایی‌ها

روند گسترش آرام و آشتی جویانه نیاآریاییان (هندواروپاییان) به اروپا در ۷۰۰۰ سال ق. م با پیشرفت کشاورزی

اقوام هندوآریایی اشاره به گروهی از قبایل هندواروپایی نژاد از شاخه آریایی دارد که چهار هزار سال پیش به سرزمین کنونی هند و پاکستان مهاجرت کردند. زبان های پالی و سانسکریت که شباهت زیادی به زبان های پارسی باستان و اوستایی دارند توسط این اقوام در شبه قاره هند گسترش یافتند.

## آریاییان در دره رود سند
فرضیه مهاجرت و کوچ اقوام آریایی که گاهی به آن‌ها هندو ایرانی نیز گفته می‌شود مربوط به داستان مهاجرت اقوام آریایی یا اقوام سفیدپوست در دوره ماقبل تاریخ از مناطقی در شمال شرق اروپا و شمال غرب دریای کاسپین به داخل فلات ایران و غرب و جنوب دامنه رشته کوه‌های هیمالیا و کشمیر و فلات حوزه تمدن رود سند (پاکستان) است. با توجه به بهره‌برداری سیاسی و ایدئولوژیکی نازی‌ها از قوم یا نژاد آریایی امروزه بیشتر از واژه قفقازی بجای نژاد آریایی استفاده می‌شود. یکی از نمادهای مهم آریایی سواستیکا یا صلیب شکسته‌است که از آن به عنوان نماد و سمبل گردونه مهر که در برگیرنده خورشید در جایگاه برترین ایزد دین کهن آریایی، آیین پیشازرتشتی مهرپرستی به کار می‌بردند.

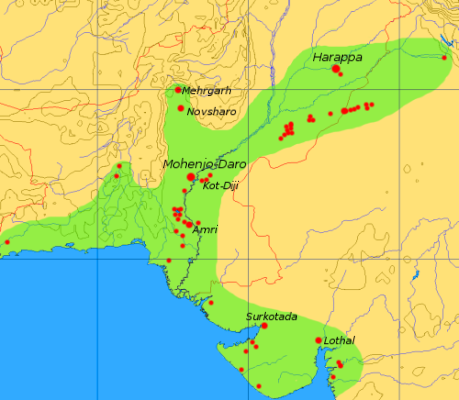
خوشه شهریگری رود سند که دربردارنده دامنه آبریز این رودخانه و گام پیشین آریاییان باشنده هندوستان است.

بهترین سرنخ دربارهٔ آریاییان هند پیگیری و همتایابی جغرافیای ریگ ودا، کهن‌ترین نوشتار آریاییان هند است. در همین راستا، رودخانه‌های هفتگانه برجسته‌ترین تراز برای مرزبندی این سرزمین هستند.

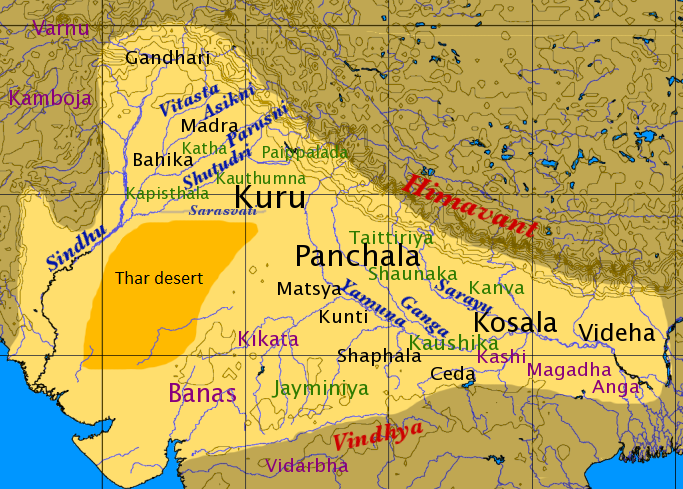
سرزمین آریاییان هند بر پایه رودخانه‌های هفتگانه در ریگ ودا

### انسان‌شناسی فیزیکی
بر اساس بررسی‌های اسکلت انسانهای یافته شده موضوع مهاجرت آریاییان بررسی شده‌است.

### سناریوهای متعدد

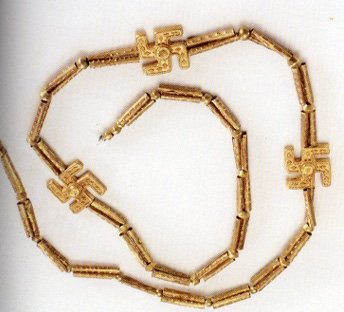
گردنبند یافت شده در تپه مارلیک با نشان آریایی صلیب شکسته. نگهداری شده در موزه ملی ایران

دربارهٔ خاستگاه آریاییان که در نوشته‌های کهن اوستا از آن با نام ایرانویج یاد شده چند دیدگاه طرح شده‌است:

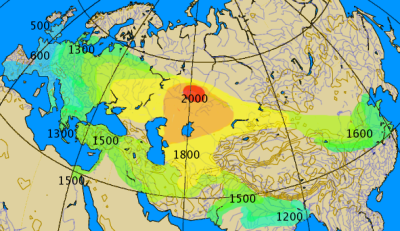
early 2nd millennium introduction of the chariot to India is consistent with the overall picture of the spread of this innovation (Mesopotamia 1700, China 1600, N Europe ۱۳۰۰).

یکی از این دیدگاه‌ها می‌گوید که آریاییان نزدیک به هشت‌هزار سال پیش در جنوب سیبری و در اطراف دریاچهٔ آرال می‌زیستند که با مهاجرتی که به سوی جنوب داشتند بخشی به هند و فلات شرقی ایران (خراسان بزرگ) و بخشی نیز به طرف کوه‌های قفقاز حرکت کرده‌اند که قوم‌های ماد و پارس از کوه‌ها گذشتند و در اطراف دریاچهٔ ارومیه ماندگار شدند و بخش دیگری به سمت اروپا حرکت کردند. دیگر دیدگاه‌ها آناتولی؛ آذربایجان؛ قفقاز و… را خاستگاه نخست این قوم می‌داند.
تازه‌ترین دیدگاه را در این باره جهانشاه درخشانی طرح کرده‌است. وی خاستگاه این قوم را بستر کنونی خلیج فارس می‌داند که در دوران یخبندان بی آب بوده و پس از بالا آمدن آبهای دریای آزاد آریاییان، به تدریج به فلات ایران و پهنه‌های میانرودان تا فلسطین کوچ کرده‌اند و تمدن‌های آغازین آن سرزمین‌ها را بنیاد گذارده‌اند. بر پایهٔ همین دیدگاه پهنه‌های شمالی نمی‌توانسته‌اند خاستگاه آریاییان بوده باشند زیرا هوای سرد دوران یخبندان امکان زیست در آن مناطق را نمی‌داده‌است.
همین دیدگاه نشان می‌دهد که برای نمونه پارسیان و هخامنشیان پیش از رفتن به سوی انشان در کرمان و حوالی آن حضور داشته‌اند.

## زبانشناسی و مشترکات هند و ایرانی
باتوجه به اینکه لهجه محلی میتانی مربوط به قبیله هوری می‌تواند مدارکی دال بر وجود گویشوران هندوآریایی در سال ۱۵۰۰ قبل از میلاد در منطقه میانرودان را یافت؛ به نظر می‌رسد متکلمان این لهجه از قوانین زبان هندوآریایی در زبان خود استفاده کرده‌اند. هندوآریایی‌هایی را که با فرهنگ ودایی گره خورده‌اند، گاهی آریایی‌های ودایی می‌نامند. گویشوران فعلی زبان‌های هندوآریایی در بخش وسیعی از مناطق شمالی شبه قاره هند زندگی می‌کنند. تنها شاخه‌ای از زبان‌های هندوآریایی که درخارج از شبه قاره هند و هیمالیا قرار دارند زبان رومایی است که زبان کولیان اروپا است.
همچنین از کلمه «آریا» به عنوان اسم دختر و اسم پسر در بسیاری از زبان‌های ایرانی و هندی استفاده می‌شود. همچنین نام خانوادگی آریا به صورت آرورا هم به کار می‌رود.

## انسان‌شناسی ژنتیکی
در سال‌های پیشین مؤسسه نشنال جئوگرافیک پژوهش‌های ارزشمندی پیرامون مهاجرت‌ها بر اساس انسان‌شناسی ژنتیکی انجام داده‌است بر اساس پژوهش‌های مؤسسه و رسانه نشنال جئوگرافیک انسان‌های اولیه ۵۰ هزار سال قبل از شرق آفریقا وارد دریای سرخ و خلیج فارس شده‌اند و از آنجا به سایر مناطق پراکنده شده‌اند.
همچنین،گسترش هاپلوگروپ پدری R1a در اقصی نقاط اوراسیا،از شمال هند و افغانستان و نواحی شرقی ایران تا کرانه های دریای بالتیک و اروپای مرکزی،بیانگر جد مشترک بیشتر مردمان هندواروپایی زبان است.

## متن‌های تاریخی

### کتاب ریگ ودا
وداها نام کتاب مقدس هندوها است.

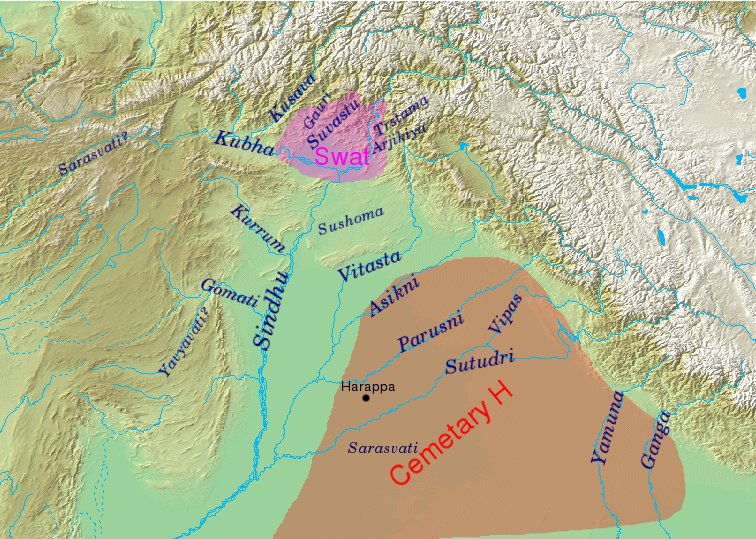
Geography of the ریگ‌ودا، with river names; the extent of the Swat and Cemetery H cultures are indicated.

ریگ ودا (Rigveda) کهن‌ترین کتاب مقدس هندوان و اوستا دانشنامه‌ای دربارهٔ باورهای دینی زردشتیان و دیگر باورهای دینی در زمان ساسانیان، هر دو از باستانی‌ترین آثار مکتوب اقوام آریایی هستند. از نوشته‌های این هر دو کتاب دینی، به ویژه اوستا این معنی به روشنی خود را می‌نمایاند که خاستگاه نخستین خانمان‌های آریایی در پهنهٔ خوارزم، سند، بلخ، هرات، مرو، و … میان بلندی‌های پامیر و سواحل شرق دریای مازندران (دریای کاسپین) گسترده بوده‌است. در این میان دودمان‌هایی به سوی غرب رفتند و در پهنهٔ اروپا مسکن گزیدند و دودمان‌هایی به سمت جنوب سرازیر شدند، از سند گذشتند و در هند نشستند. اما دودمان‌هایی نیز دل از نخستین نیاخاک باستانی نکندند، با گذشت زمان رو به جنوب و غرب خاستگاه خود، در گستره‌ای که بعد به نامشان «ایران‌زمین» خوانده شد گسترش یافتند؛ از سیر دریا تا حاشیهٔ جنوب خلیج‌فارس و از سند تا فرات. در قطعاتی از سرودهای ودایی که قبل از ورود اقوام آریایی هند به شبه قاره سروده شده و فضای زمانی چندین قرنی دوران مهاجرت از نغمه‌های آن به خوبی پیداست، نمادهایی وجود دارند که شاخصه‌های جغرافیایی هستند. برپایه برخی پژوهش‌ها، در بخشی از فضای داستانی استوره‌ای نخستین سرودهای ودایی، می‌توان محیط جغرافیایی خوارزم و فرارود را میدان حماسی‌ترین نبردهای پهلوانی قهرمانان مشترک ایرانی و هندی شناسایی کرد. همان‌گونه که این نخستین سرزمین ورجاوند آریایی، در اصیل‌ترین و آرمانی‌ترین حماسه‌های ملی تاریخ داستانی ایران نیز که اساس آن‌ها هم بر روایات دینی و ملی آریایی ماقبل زردشتی استوار است، جایگاهی بس بلند دارد و میدان اصلی رزم و نام‌آوری پهلوانان پیکار جوی ایرانی است. در پاره‌ای از قطعات متاخرتر سرودهای ودایی دوران مهاجرت که صورت تاریخی‌تری دارند، اقوام آریایی هند پس از ترک نخستین سرزمین نیاکانی که دشت‌هایی در دامنه‌های آن سوی کوه‌ها (در سمت شمال) یاد شده‌اند، در حالی که پیوسته با جنگ جویان سرزمین‌های پیش‌رو در نبرد هستند، از گذرگاه‌های کوهستانی به سوی دره رود سند ره می‌سپارند. امروز در این که «گذرگاه خیبر» یکی از اصلی‌ترین معابر در مسیر مهاجرت اقوام آریایی هند به سوی جنوب و سرزمین پاکستان امروزی بوده‌است، جای تردید وجود ندارد.

### متن‌های زرتشتی و اوستایی
متن کتاب‌های مقدس در خصوص مهاجرت اقوام آری مطالبی نوشته‌اند که به این مطالب بیشتر از بعد اسطوره‌شناسی نگاه می‌شود.
سخن اوستا دربارهٔ خاستگاه اقوام آریایی، نام و موضع جغرافیایی آن بسیار روشن‌تر از اشارات غیر صریح ودایی است. خاستگاه اقوام آریایی در اوستا «آریاویج»(= ائیرینه ویجه) خوانده شده‌است که به معنی سرزمین آریایی است. در «وندیداد»، فرگردیکم، نام شانزده سرزمین آریایی آمده‌است. ائیریه ویجه، سوغده (=سغد)، مورو (=مرو)، باخذی (=بلخ)، نیسایه(=نسا یا نیشابور)، هرایوه (=هرات)، ویه کرته (=کابل)، اورو(=اورغنج در ازبکستان)، وهرکان (=هیرکانیا = گرگان باستانی در شرق دریای مازندران)، هرهواتی (=رخج) و به‌طور کلی تمام سرزمین‌های حوزه رود هیلمند (=هلمند = هیرمند) و رغه (=ری) و چخره (=شاهرود) و ورنه (=گیلان) و هپته هیندو(=پنجاب) و رنها (=سرزمینی در قفقاز). این سرزمین‌ها، نخستین منزلگاه‌های اقوام آریایی هستند. آریاویج سرزمین اصلی و کشت ورهای پیرامون در «وندیداد» با توجه به گسترش محیط جغرافیایی آن‌ها در پهنهٔ ایران شرقی، که یکی پس از دیگری از شمال به جنوب دنبالهٔ طبیعی سرزمین خوارزم می‌باشند.
شک نیست که دودمان‌های آریایی، پس از ترک نخستین سرزمین نیاکانی در خوارزم، در قسمتی از مسیر طولانی مهاجرت خود به سوی جنوب و درهٔ رود سند، که به تدریج و منزل به منزل انجام می‌شد، زمانی دراز هم‌چنان در کنار آن دسته از دودمان‌های آریایی (=ایرانی) که ایران شرقی و همین‌طور ایران غربی (مهاجرت مادها و پارس‌ها) تا حوزه رود هیرمند را منزلگاه‌های خود ساخته بودند، طی طریق می‌کردند؛ بنابراین می‌توان گفت که دودمان‌های آریایی در نخستین مرحله مهاجرت از خوارزم، پیش از آن که متوجه سرزمین سند شوند، تا قرن‌ها در منزلگاه‌های آریایی مشرق ایران با دودمان‌های ایرانی در یک جا «بود و باش» داشتند. حتی دور نیست اگر گفته شود که دودمان‌های آریایی هند در آغاز پیکرهٔ شرقی‌تر دودمان‌های ایرانی را در مشرق ایران زمین تشکیل می‌دادند. اما این هم خانمانی، سرانجام پس از زمانی طولانی بر اثر بعضی پیشآمدهای تاریخی، به ویژه با تحول بنیادینی که با ظهور زردشت در باور دینی دودمان‌های آریایی ایران شرقی رخ نمود و سبب طرد خدایان کهن آریایی از سوی بخشی از آنان شد، به پایان آمد. در نتیجه، باورمندان آیین کهن به ناچار هم‌خانمانان آریایی خود را در مشرق ایران ترک کردند و در دومین مرحله مهاجرت خود، به سرزمین‌های آن سوی رود سند رفتند. به یقین، ظهور زردشت، اقوام آریایی را در مناطق اولیهٔ گسترش آیین مزدایی، از خوارزم تا سیستان، به دو گروه بزرگ دودمانی، هندی و ایرانی، نخست در دو سوی مرز باورهای دینی و سپس مرزهای جغرافیایی تقسیم کرد. آنان که در فلات ایران ماندگار شدند و خانمان آریایی خود را پاس داشتند و به ترک آن راضی نشدند، ایرانی و آنان که ترک خانمان کردند و از آب سند گذشتند، هندی (= سندی) خوانده شدند.
.

## نگارخانه

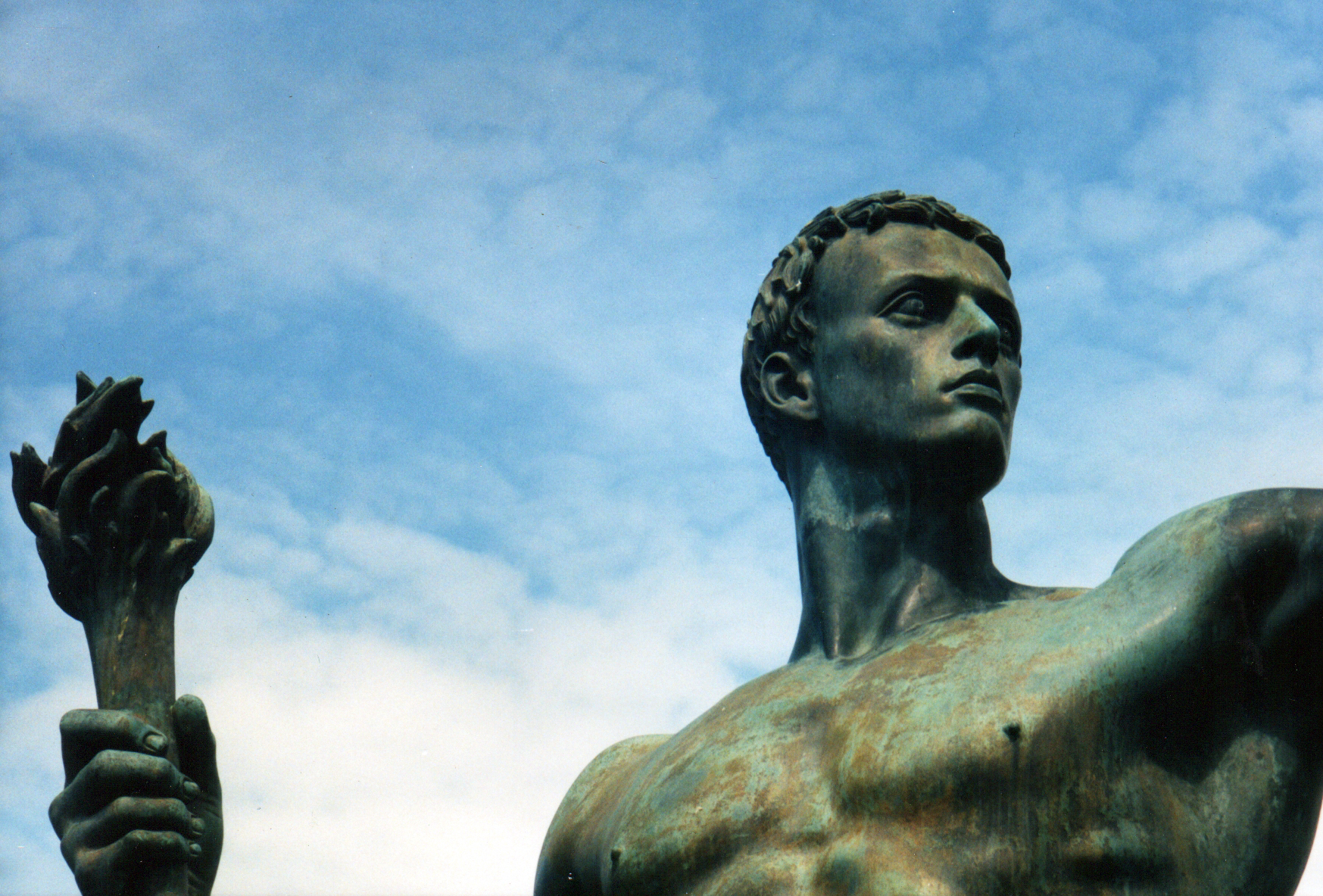
دی پارتای (حزب) تندیس نئوکلاسیک آرنو برکر در ۱۹۳۹، که در جلوی ورودی صدارت عظمای رایش سوم طراحی شده توسط آلبرت اشپر قرار داشت، در برگیرنده ایده‌آلهای نژاد برتر آریایی رایش سوم بود، و دی پارتای تجسم فیزیکی روح حزب ملی سوسیالیست کارگران آلمان بود. نازیها که معتقد به اصلاح نژاد یا نژاد برتر بودند سعی کردند یک نژاد برتر آریایی نوردیک یا ابر نژاد بیافرینند.

### زبان‌های سنتوم و ساتم

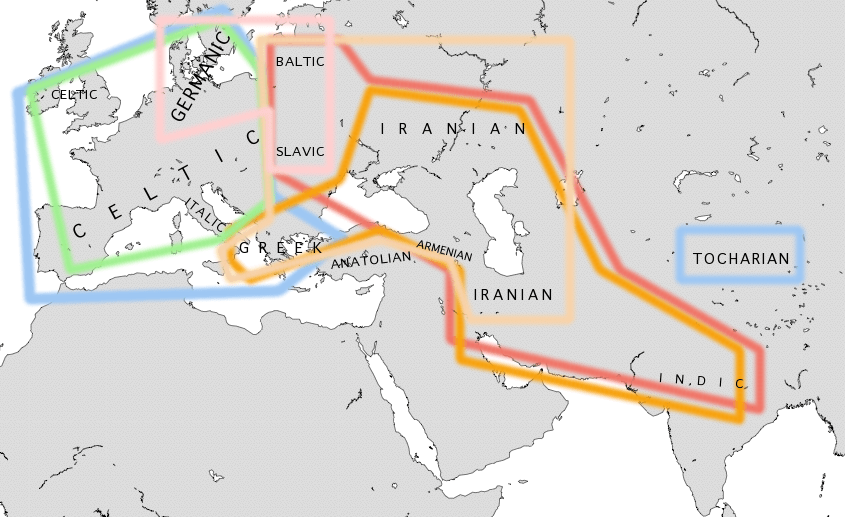
نقشه گروه فرضی زبانهای ستم (قرمز) و کنتوم (آبی)
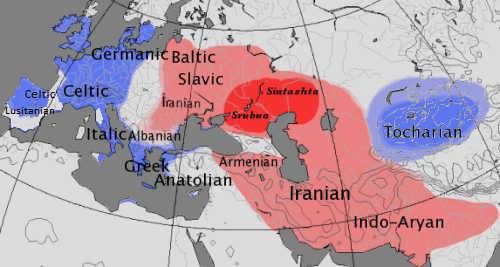
آریائیان (در نقشه به صورت منطقهٔ ایرانیان و هندوآریائیان نشان داده شده) در محدودهٔ پراکنش اصلی هندواروپائیان. در این نقشه تمایز زبانی سَتِم (قرمز) و کنتوم (آبی) در میان زبان‌های هندواروپایی نشان داده شده‌است.

### فرضیه کورگان

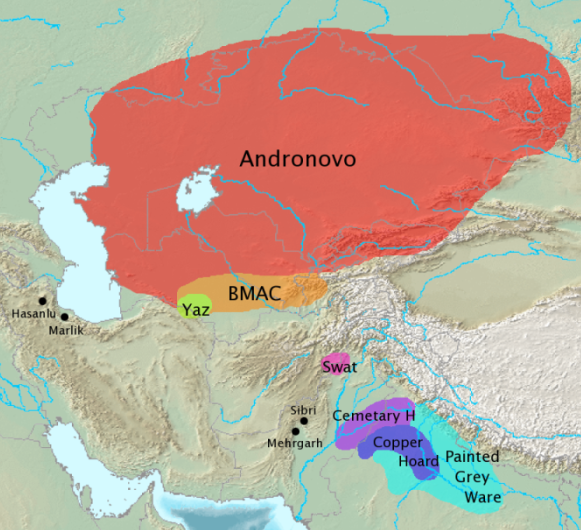
الگوی مهاجرت فرضی آریاییان (هندوایرانیان) برپایه فرضیه کورگان از ماریا گیمبوتاس

### فرضیه آناتولیایی

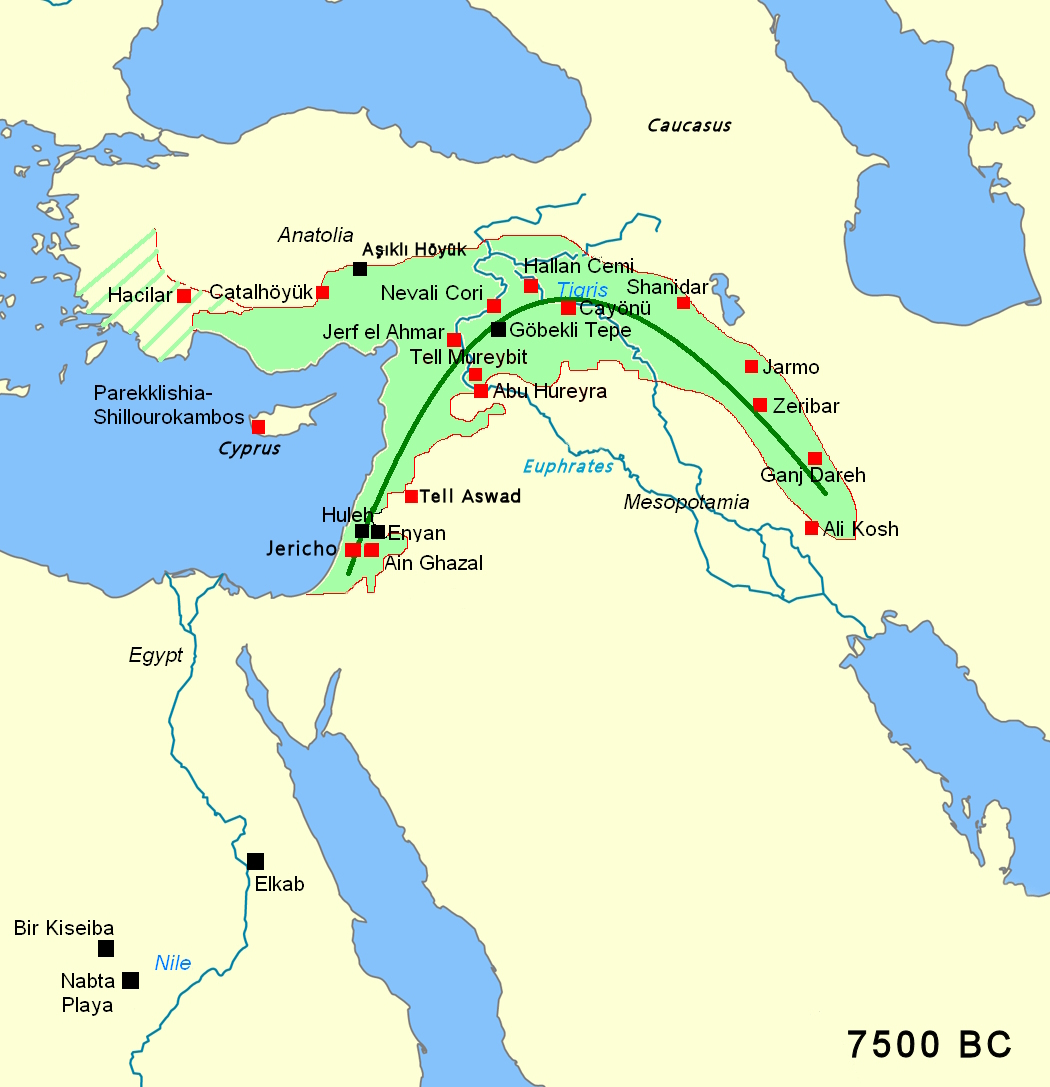
هلال حاصلخیز، زادگاه زبانهای هندواروپایی (نیاآریایی) در ۷۵۰۰ سال پ. م بر پایه فرضیه آناتولیایی
تقریبی گسترش کشاورزی در جهان و الگوی مهاجرت هندو اروپایی‌ها بر پایه آن بر پایه فرضیه آناتولیایی
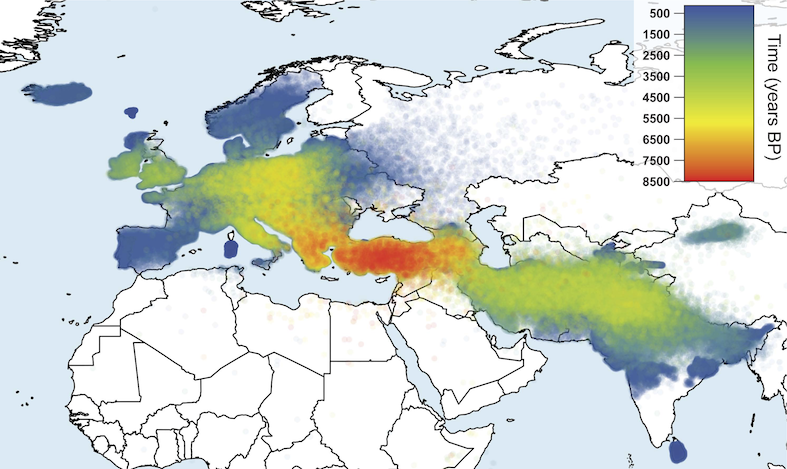
الگوی مهاجرت فرضی آریایی‌ها به فلات ایران و هند بر پایه فرضیه آناتولیایی

## کتابها و ارجاع‌ها
- خط سیر مهاجرت اقوام آریایی در سروده‌های ودایی و یشت‌ها. ویسنده: مرادبیگی، عبدالله

نشریه: علوم انسانی» گزارش» دی و بهمن ۱۳۷۹ - شماره ۱۱۹

- Allchin, F. Raymond (1995), The Archaeology of Early History South Asia: The Emergence of Cities and States, Cambridge University Press.
- Anthony, David; Vinogradov, Nikolai (1995), "Birth of the Chariot", Archaeology, vol. 48, no. 2, pp. 36–41.
- Bamshad, Michael (2001), "Genetic Evidence on the Origins of Indian Caste Populations", Genome Res., 11 (6): 994–1004, doi:10.1101/gr.GR-1733RR, PMC 311057, PMID 11381027. {{citation}}: Unknown parameter |coauthors= ignored (|author= suggested) (help)
- Blench, Roger; Spriggs, Matthew, eds. (1997), Archaeology and Language, vol. I: Theoretical and Methodological Orientations, London: Routledge.
- edited by Johannes Bronkhorst & Madhav M. Deshpande. (1999),  Deshpande, M.M. (ed.), Aryan and Non-Aryan in South Asia: Evidence, Interpretation, and Ideology, Department of Sanskrit and Indian Studies, Harvard University, ISBN 1-888789-04-2 {{citation}}: |author= has generic name (help); |editor-first= missing |editor-last= (help); Unknown parameter |EditorSurname= ignored (|editor-surname= suggested) (help)
- Bryant, Edwin (2001), The Quest for the Origins of Vedic Culture: The Indo-Aryan Migration Debate, Oxford University Press, ISBN 0-19-513777-9.
- Bryant, Edwin F.; Patton, Laurie L., eds. (2005), The Indo-Aryan Controversy: Evidence and inference in Indian history, London: Routledge, ISBN 0-7007-1463-4.
- Cavalli-Sforza, Luigi Luca (2000), Genes, Peoples, and Languages, New York: North Point Press.
- Chakrabarti, D.K. The Early use of Iron In India. Dilip K. Chakrabarti.1992. New Delhi: The Oxford University Press.
- Chakrabarti, D.K. 1977b. India and West Asia: An Alternative Approach. Man and Environment 1:25-38.
- Chaubey;  et al. (2007), "Peopling of South Asia: investigating the caste-tribe continuum in India", BioEssays, vol. 29, no. 1, pp. 91–100, doi:10.1002/bies.20525, PMID 17187379, archived from the original on 10 December 2012, retrieved 29 January 2013.
- Dhavalikar, M. K. 1995, "Fire Altars or Fire Pits?", in Sri Nagabhinandanam, Ed V Shivananda and M. K. Visweswara, Bangalore.
- Diakonoff, Igor M.; Kuz'mina, E. E.; Ivantchik, Askold I. (1995), "Two Recent Studies of Indo-Iranian Origins", Journal of the American Oriental Society, Journal of the American Oriental Society, Vol. 115, No. 3, vol. 115, no. 3, pp. 473–477, doi:10.2307/606224, JSTOR 606224.
- Elst, Koenraad (1999), Update on the Aryan Invasion Debate, New Delhi: Aditya Prakashan, ISBN 81-86471-77-4, archived from the original on 17 September 2018, retrieved 29 January 2013.
- Erdosy, George, ed. (1995), The Indo-Aryans of Ancient South Asia: Language, Material Culture and Ethnicity, Berlin/New York: Walter de Gruyter, ISBN 3-11-014447-6.
- Fortson, Benjamin W. IV (2004), Indo-European Language and Culture: An Introduction, Oxford: Blackwell, ISBN 1-4051-0316-7.
- Hock, Hans (1991), Principles of Historical Linguistics, Walter de Gruyter
- Holloway, Ralph L. (2002), "Head to head with Boas: Did he err on the plasticity of head form?", Proc. Natl. Acad. Sci. USA, 99 (23): 14622–14623, Bibcode:2002PNAS...9914622H, doi:10.1073/pnas.242622399, PMC 137467, PMID 12419854. {{citation}}: Unknown parameter |month= ignored (help)
- Jamison, Stephanie W. (2006), "Review of [[#CITEREFBryantPatton2005|Bryant & Patton (2005]])" (PDF), Journal of Indo-European Studies, 34 {{citation}}: URL–wikilink conflict (help).
- Kivisild, T. (2003), "The Genetic Heritage of the Earliest Settlers Persists Both in Indian Tribal and Caste Populations", American Journal of Human Genetics, 72 (2): 313–332, doi:10.1086/346068, PMC 379225, PMID 12536373. {{citation}}: Unknown parameter |coauthors= ignored (|author= suggested) (help); Unknown parameter |month= ignored (help).
- Kochhar, Rajesh (2000), The Vedic People: Their History and Geography, Sangam Books
- Kuz'mina, E. E. (1994), Откуда пришли индоарии? (Whence came the Indo-Aryans), Moscow: Российская академия наук (Russian Academy of Sciences).
- Lal, B.B., (1984) Frontiers of the Indus Civilization.1984.
- Lal, B.B. , (1998) New Light on the Indus Civilization, Aryan Books, Delhi 1998
- Lal, B.B. 2005. The Homeland of the Aryans. Evidence of Rigvedic Flora and Fauna & Archaeology, New Delhi, Aryan Books International.
- Lal, B.B. 2002. The Saraswati Flows on: the Continuity of Indian Culture. New Delhi: Aryan Books International
- Mallory, J.P. (1989), In Search of the Indo-Europeans: Language, Archaeology, and Myth, London: Thames & Hudson, ISBN 0-500-27616-1.
- Mallory, J. P.; Mair, Victor H. (2000), The Tarim Mummies: Ancient China and the Mystery of the Earliest Peoples from the West, London: Thames & Hudson, ISBN 0-500-05101-1.
- Pargiter, F.E. [1922] 1979. Ancient Indian Historical Tradition. New Delhi: Cosmo.
- Parpola, Asko (1998), "Aryan Languages, Archaeological Cultures, and Sinkiang: Where Did Proto-Iranian Come into Being and How Did It Spread?",  in Mair (ed.), The Bronze Age and Early Iron Age Peoples of Eastern and Central Asia, Washington, D.C.: Institute for the Study of Man, ISBN 0-941694-63-1
- Parpola, Asko (2005), "Study of the Indus script", Transactions of the 50th International Conference of Eastern Studies, Tokyo: The Tôhô Gakkai, pp. 28–66.
- S.R. Rao. The Aryans in Indus Civilization.1993
- Reich, David (24 سپتامبر 2009), "Reconstructing Indian population history", Nature, 461 (7263): 489–494, Bibcode:2009Natur.461..489R, doi:10.1038/nature08365, PMC 2842210, PMID 19779445, retrieved 2 October 2009. {{citation}}: Unknown parameter |coauthors= ignored (|author= suggested) (help)
- Sahoo, Sanghamitra (2006), "A prehistory of Indian Y chromosomes: Evaluating demic diffusion scenarios", PNAS, 103 (4): 843–848, Bibcode:2006PNAS..103..843S, doi:10.1073/pnas.0507714103, PMC 1347984, PMID 16415161. {{citation}}: Unknown parameter |coauthors= ignored (|author= suggested) (help); Unknown parameter |month= ignored (help)
- Sapir, Edward (1949),  Mandelbaum, David G. (ed.), Selected Writings in Language, Culture, and Personality, University of California Press (published 1985), ISBN 0-520-01115-5.
- Sengupta, S. (1 فوریه 2006), "Polarity and temporality of high-resolution y-chromosome distributions in India identify both indigenous and exogenous expansions and reveal minor genetic influence of Central Asian pastoralists", Am J Hum Genet., The American Society of Human Genetics, 78 (2): 201–221, doi:10.1086/499411, PMC 1380230, PMID 16400607, retrieved 3 December 2007. {{citation}}: Unknown parameter |coauthors= ignored (|author= suggested) (help)
- Sharma, S. (2005), "Human mtDNA hypervariable regions, HVR I and II, hint at deep common maternal founder and subsequent maternal gene flow in Indian population groups", J Hum Genet., 50 (10): 497–506, doi:10.1007/s10038-005-0284-2, PMID 16205836. {{citation}}: Unknown parameter |coauthors= ignored (|author= suggested) (help)
- Talageri, Shrikant G. (2000), The Rigveda: A Historical Analysis, New Delhi: Aditya Prakashan, ISBN 81-7742-010-0, archived from the original on 30 September 2007, retrieved May 2007 {{citation}}: Check date values in: |accessdate= (help).
- Talageri, Shrikant G. (1993), Aryan Invasion Theory and Indian Nationalism, ISBN 81-85990-02-6.
- Thapar, Romila. 1966. A History of India: Volume 1 (Paperback). ISBN 0-14-013835-8
- Trautmann, Thomas (2005), The Aryan Debate, Oxford University Press, ISBN 0-19-566908-8.
- Thomason, Sarah Grey; Kaufman, Terrence (1988), Language Contact, Creolization, and Genetic Linguistics, University of California Press (published 1991), ISBN 0-520-07893-4.
- Tikkanen, Bertil (1999), "Archaeological-linguistic correlations in the formation of retroflex typologies and correlating areal features in South Asia",  in Blench, Roger; Spriggs, Matthew (eds.), Archaeology and Language, vol. IV: Language Change and Cultural Transformation, London: Routledge, pp. 138–148.
- Wells, Spencer (2002), The Journey of Man: A Genetic Odyssey, Princeton University Press, ISBN 0-691-11532-X.
- Witzel, Michael (1999), "Substrate Languages in Old Indo-Aryan (Ṛgvedic, Middle and Late Vedic)" (PDF), Electronic Journal of Vedic Studies, vol. 5, no. 1, archived from the original (PDF) on 6 February 2012, retrieved 29 January 2013.
- Witzel, Michael (2006), "Rama's realm: Indocentric rewritings of early South Asian archaeology and history",  in Fagan, Garrett G. (ed.), Archaeological Fantasies: How Pseudoarchaeology Misrepresents the Past and Misleads the Public, London/New York: Routledge, pp. 203–232, ISBN 0-415-30592-6.